# Nancy Ajram
Nancy Ajramová (arabsky: نانسي عجرم), nepřechýleně Nancy Ajram (* 16. května 1983 v Bejrútu, Libanon) je arabská zpěvačka. Je často zvána do arabských televizních show, kde je nazývána „Královnou arabského popu“.

## Život
Narodila se v roce 1983 v Al Ashrafiyeh v křesťanské části města Bejrút. O rok později se jejím rodičům Nabilu a Raymondě Ajramovým narodila Nancyina mladší sestra Nadine. Ve dvanácti letech se účastnila televizní show "Noujoum Al Mostakbal" (hvězdy budoucnosti), kterou vyhrála a získala první cenu. Nancy se posléze začala učit hudbě u nejlepších libanonských učitelů hudby. Ještě než se stala plnoletou byla přijata do syndikátu libanonských profesionálních umělců. V roce 1998 vydala své první album Mihtagalak (Potřebuji tě), v roce 2001 následovalo druhé album Sheel Oyoonak Anni (Přestaň se na mě dívat).

## Kariéra
Proslavila ji píseň z jejího třetího alba Ya Salam (Fantastické), ke které byl velmi rychle natočen jeden z jejích prvních videoklipů. V roce 2004 vydala další album Ah We Noss (Ano, určitě). V roce 2005 podepsala smlouvu s firmou Coca-Cola a její dvě písničky (Oul Taany Keda, Moegaba) byly hrány v pozadí reklamy na nápoje Coca-Coly. V tomto roce také podepsala smlouvu s arabskou šperkařskou firmou Damas.
Arabský Magazín Zahrat el Khalij ji označil za nejlepší arabskou zpěvačku pro rok 2003/2004. Totéž ocenění obdržela i v následujícím roce 2005. V únoru roku 2006 vydala další album Yatabtab...Wa Dalla. Především písnička Zahrat el Khalij obletěla opět celý arabský svět, ve kterém Nancy prodala přes 12 miniliónu alb. Nancy je již teď na třetím místě žebříčku mezi ženami, které v dějinách arabské hudby prodaly nejvíce alb.

## Diskografie

### Alba
- 1998 Mihtagalak
- 2001 Sheel Oyoonak Anni
- 2003 Ya Salam
- 2004 Ah We Noss
- 2006 Yatabtab...Wa Dalla
- 2007 Shakhbat Shakhabeet
- 2007 El Donya Helwa (Live)
- 2008 Betfakar Fe Eih
- 2010 Coca Cola Song S K'naan